# John Alderton
John Alderton, född 27 november 1940 i Gainsborough i Lincolnshire, är en brittisk skådespelare.
Alderton slog igenom som läraren i TV-serien Vår nye magister (Please Sir!) 1968-1972. Serien knoppade också av sig till en långfilm 1971. 
John Alderton har medverkat i flera TV-serier tillsammans med hustrun, Pauline Collins, vilka alla blivit stora framgångar, som till exempel Herrskap och tjänstefolk (1971 - 1975), Thomas och Sarah (1979) och Leva på landet (1990). Bland det fåtal filmer han medverkat i kan nämnas Kalenderflickorna (2003).